# Чхиквадзе, Пантелеймон Мелитонович
Пантелеймон Мелитонович Чхиквадзе (груз. პანტელეიმონ მელიტონის ძე ჩხიკვაძე, 17 января 1903, Кутаисская губерния — 15 апреля 1940, Тбилиси, Грузинская ССР) — грузинский советский писатель.

## Биография

Писатели — делегаты Первого съезда советских писателей. 1934 год, Москва. Чхиквадзе — во втором ряду шестой слева.

Родился в семье бедного крестьянина. Окончил двухклассную сельскую школу.
Работал грузчиком, как комсомолец вёл подпольную работу, был рабкором. Был арестован в Гурии во время восстания в августе 1924 года.
С 1922 года жил в Тбилиси. Публиковался с 1925 года.
В 1927 году был исключен из ВКП(б) по обвинению в троцкизме. В 1931 году поступил учиться в Институт марксизма-ленинизма.
Участник Первого съезда советских писателей (1934) с решающим голосом.
В своих произведениях развивал тему индустриализации советской страны, трудового героизма советских людей в работе по улучшению сельско-хозяйственного качества и освоению грузинской земли, героизма участников борьбы за Советскую власть и т. п..